# Savang Vatthana

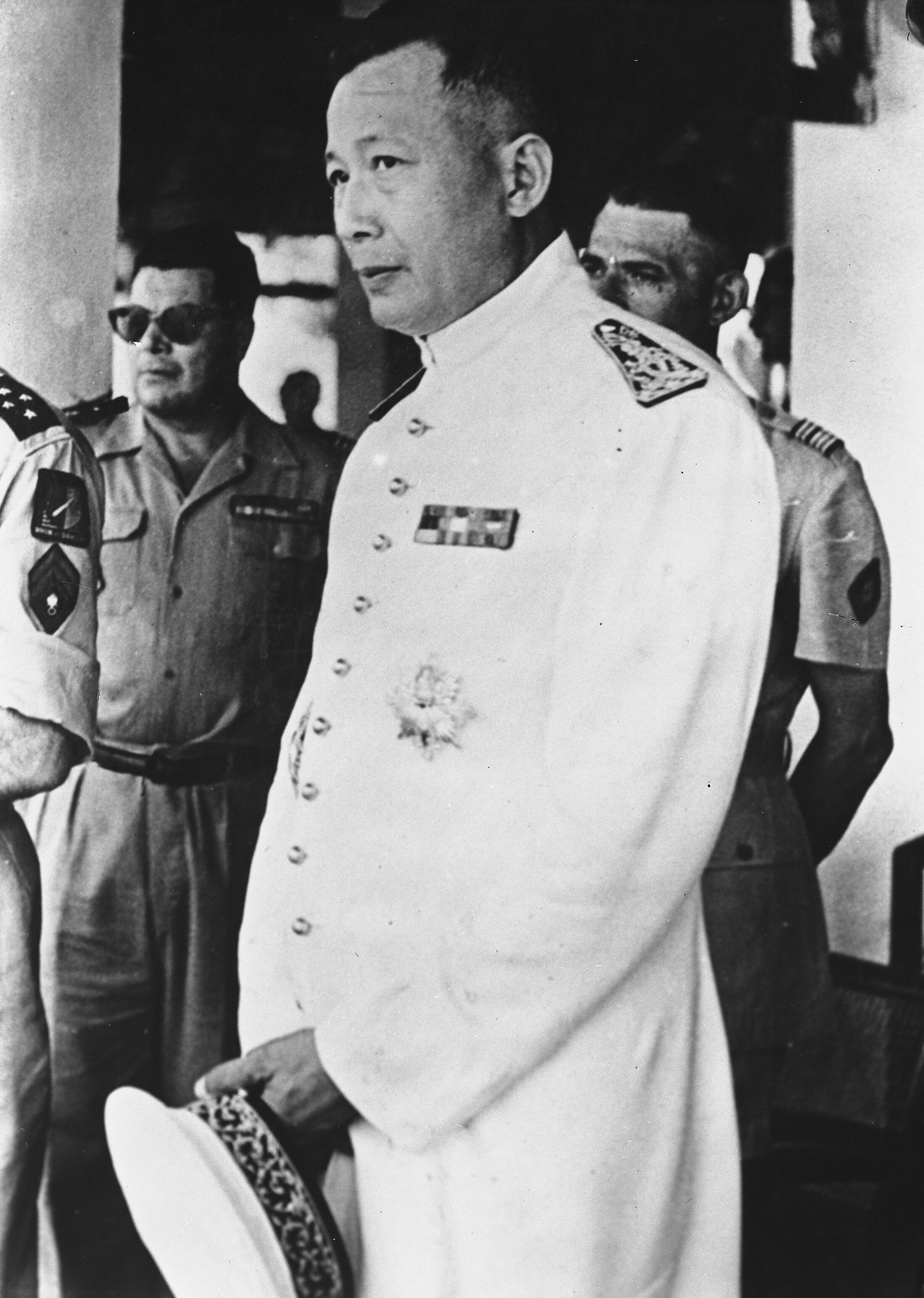
Savang Vatthana in 1959

Koning Savang Vatthana (Luang Prabang, 13 november 1907 - bij de Vietnamese grens, 1978) was de laatste koning van Laos van 1959 tot december 1975. Hij stond bekend als pro-Frans en een tegenstander van het communisme. In oktober 1959 volgde hij zijn overleden vader, koning Sisavang Vong op.
In december 1975 dwongen de communisten hem om af te treden. Nadien was hij tot 1977 'adviseur' van president Souphanouvong. In 1977 werd hij naar het Laotiaans-Vietnamees grensgebied gedeporteerd (samen met zijn zoon, ex-kroonprins Vong Savang), omdat de communistische regering bang was dat hij in handen zou vallen van de anticommunistische rebellen die hem vervolgens weer tot koning zouden kunnen uitroepen. Koning Savang Vatthana stierf enige tijd later.
De doodsoorzaak en het overlijden werden niet bekendgemaakt. De koning zou volgens sommige bronnen zijn verhongerd en hij zou in een niet gemarkeerd graf buiten het kamp zijn begraven. De dood van de koning drong pas langzaam tot de buitenwereld door.